# Brette (affluent de la Roanne)
Pour les articles homonymes, voir Brette (homonymie).
La Brette est une rivière française qui coule dans le département de la Drôme. C'est un affluent de la Roanne, et donc un sous-affluent de la Drôme puis du Rhône.

## Géographie
La Brette prend sa source à l'est de la commune de Saint-Nazaire-le-Désert, elle coule vers le nord et conflue avec la Roanne en aval d'Aucelon. Long de près de 7,8 km, son cours se situe intégralement dans le département de la Drôme.

## Affluents
Ses principaux affluents sont :
- Ruisseau de Volvent (Fiche V4250640 sur le site du SANDRE)
- Ruisseau de Boutifarde (Fiche V4251020 sur le site du SANDRE)